# 韦忠
韋忠（?—?），字子節，西晉平陽郡人。十二歲那年父親去世，因替父親守孝的行為被裴頠所欣賞，裴頠擔任僕射後，向司空張華推薦韋忠，張華於是征辟他，韋忠拒絕。平陽太守陳楚逼迫其擔任自己的功曹。恰逢山羌攻打平陽郡，陳楚和其子逃走時被山羌射傷。韋忠捨身守衛陳楚，並向山羌請求自己代替陳楚去死。山羌被韋忠的舉動所打動，於是將陳楚等人釋放。後來韋忠在劉聰手下任職，擔任鎮西大將軍、平羌校尉，結果在討伐叛羌時戰死。

## 延伸阅读
[在维基数据编辑]
 《晉書·卷089》，出自房玄齡《晉書》